# 로데오 드라이브
로데오 드라이브(Rodeo Drive)는 미국 캘리포니아주 베벌리힐스에 있는 쇼핑 지구로, 의류 브랜드나 맞춤 의류 상점이 모여 있다.

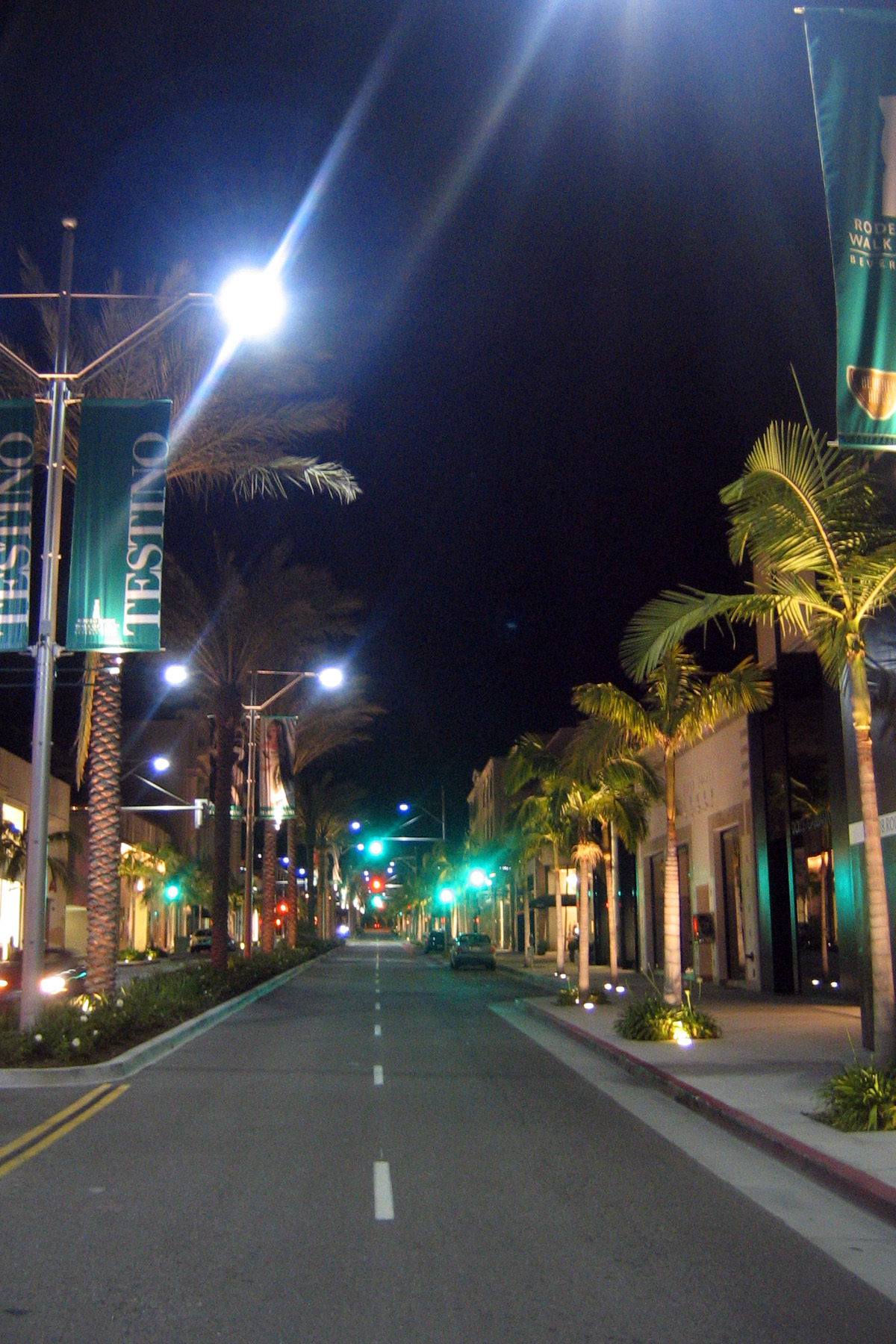
로데오 드라이브
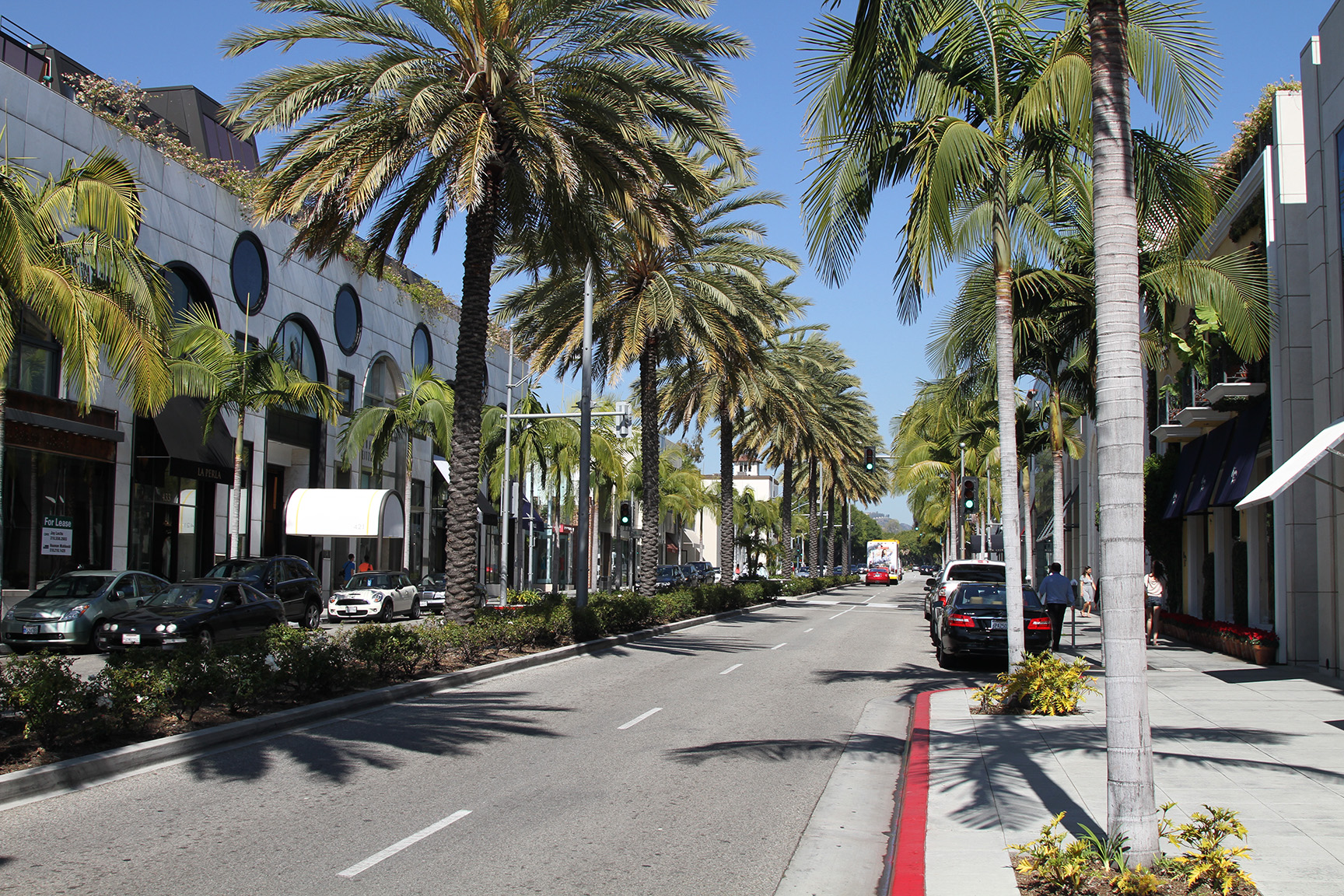
로데오 드라이브
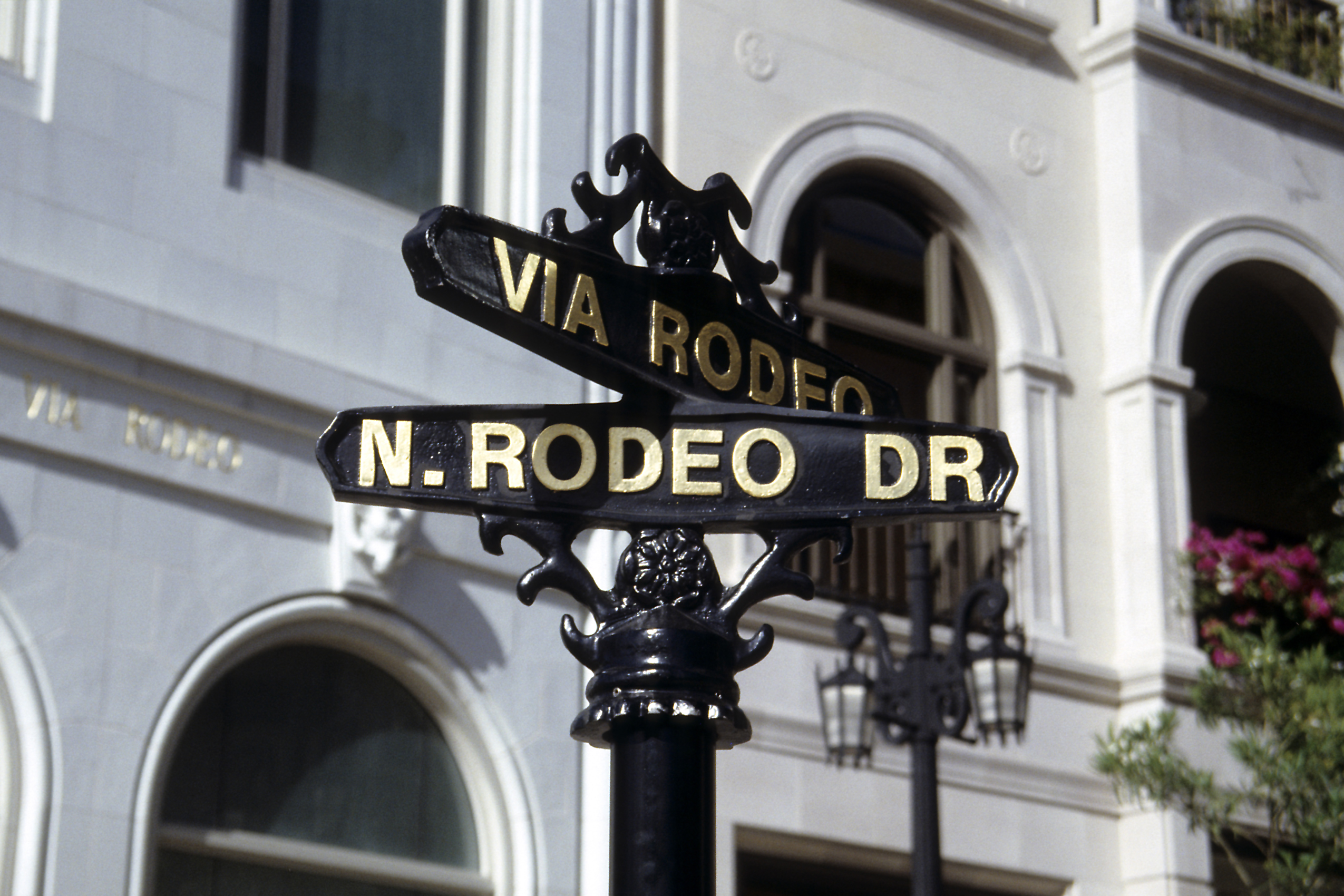
도로 표지판